# Обручка (телесеріал)
«Обручка» (рос. Обручальное кольцо)  — перша оригінальна російська теленовела, прем'єра якої відбулася в Україні 3 листопада 2008 року на телеканалі Інтер. У Росії прем'єра серіалу відбулася 8 червня 2009 року на Першому каналі.

## Сюжет
У потягу, що прямує до Москви, волею долі опиняються три дуже різних людини. Перша — дев'ятнадцятирічна Настя — вирушає до столиці, аби знайти гроші та врятувати мати Віру. Настя їде до батька — академіка Ковальова, який, втім, навіть і гадки не має про існування дочки. Як доказ рідства Настя везе Ковальову обручку — цю прикрасу він колись подарував Вірі на знак кохання.
Друга героїня — Оля, сусідка Насті, по купе. Вона хоча й старша від Насті всього на рік, вже встигла побачити житті набагато більше. Втомившись від провінційного життя та одруженого коханця, Оля їде до Москви, аби урвати свій «великий куш» у вигляді багатого чоловіка. Вона розраховує на те, що у цьому їй допоможе подруга Даша, яка стала нареченою заможного бізнесмена Степанова.
А третім героєм виявляється молодий талановитий лікар Ігор Гриценко, який їде у тому ж самому вагоні, що і дівчатка, тільки в іншому купе. Він нещодавно поховав матір та їде до Москви, аби помститися академіку Ковальову за смерть своїх батьків. Ігор помилково вважає, що Ковальов винен у загибелі його батька — льотчика-випробувача Матвія Гриценко. Після того, як батько пішов з життя, мати хлопця довго хворіла та померла, очікуючи операції. Фінансувати операцію мав фонд, яким керує Ковальов. Однак грошей від фонду родина Гриценків так і не дочекалася. У столиці на Ігоря чекає Женя, колишня однокурсниця, яка безнадійно кохає його вже багато років…
Під час поїздки між Ігорем та Настею виникає симпатія один до одного. За інших умов роман обов'язково б продовжився. Але зараз обидва надто стурбовані своїми проблемами: Настя — необхідністю допомогти матері, а Ігор — помстою. Тому, коли пізно вночі, із сильним запізненням, потяг прибуває до Москви, Ігор, Настя та Ольга губляться у багатотисячній московській колотнечі. Але їх дороги розходяться аж ніяк не назавжди, а до певного часу, адже зустріч «довжиною в життя» тільки розпочалася…

## Актори, які знімались в серіалі
- Юлія Пожидаєва / Вероніка Романова — Настя
- Аліна Сандрацька / Аліна Бужинська — Оля
- Олександр Волков / Андрій Казаков — Ігор
- Дар'я Фекленко — Марина
- Юрій Батурін / Микола Токарєв — Сергій Гаврілов
- Людмила Давидова — Раїса Вікторівна
- Олена Стародуб — Алла Данилівна
- Максим Радугин — Вітя
- Катерина Копанова — Василина
- Андрій Батичко — Діма, залицяльник Олі
- Марина Голуб — Клара

## Заслання
- Обручка на сайті телеканалу Інтер [Архівовано 16 грудня 2010 у Wayback Machine.]
- Обручка на сайті teleroman.ru [Архівовано 27 серпня 2011 у Wayback Machine.]

1. 1 2  https://www.kinopoisk.ru/film/436269/cast/who_is/writer/